# زاويت البير (إوريكين الغربية)
زاويت البير هو دُوَّار يقع بجماعة سوق الخميس دادس، إقليم تنغير، جهة درعة تافيلالت في المملكة المغربية. ينتمي الدوّار لمشيخة إوريكين الغربية التي تضم 10 دواوير. يقدر عدد سكانه بـ 1102 نسمة حسب الإحصاء الرسمي للسكان والسكنى لسنة 2004.

## روابط خارجية
- البوابة الوطنية للجماعات الترابية نسخة محفوظة 12 مارس 2018 على موقع واي باك مشين.
- المندوبية السامية للتخطيط